# فلورا (مسيسيبي)
فلورا (بالإنجليزية: Flora, Mississippi)‏ هي بلدة تقع في مقاطعة ماديسون (ميسيسيبي) بولاية مسيسيبي في الولايات المتحدة. تبلغ مساحتها 8.8 (كم²)، وترتفع عن سطح البحر 73 م، بلغ عدد سكانها 1546 نسمة في عام 2000 حسب إحصاء مكتب تعداد الولايات المتحدة وتصل الكثافة السكانية فيها 175.4 نسمة/كم2.

## التركيبة السكانية
حدّد مكتب تعداد الولايات المتحدة بيانات التركيبة السكانية لفلورا في تعداد الولايات المتحدة. في ما يلي، التركيبة السكانية حسب تعدادي 2000 و2010.

### تعداد عام 2000
بلغ عدد سكان فلورا 1,546 نسمة بحسب تعداد عام 2000، وبلغ عدد الأسر 575 أسرة وعدد العائلات 417 عائلة مقيمة في البلدة. في حين سجلت الكثافة السكانية 178.9 نسمة لكل كيلومتر مربع (463.3/ميل2). وبلغ عدد الوحدات السكنية 606 وحدة بمتوسط كثافة قدره 70.1 لكل كيلومتر مربع (181.6/ميل2).
وتوزع التركيب العرقي للبلدة بنسبة 57.05% من البيض و42.04% من الأمريكيين الأفارقة و0.65% من الأمريكيين الأصليين و0.06% من الأعراق الأخرى و0.19% من عرقين مختلطين أو أكثر و0.32% من الهسبانيون أو اللاتينيون من أي عرق.
بلغ عدد الأسر 575 أسرة كانت نسبة 41.4% منها لديها أطفال تحت سن الثامنة عشر تعيش معهم، وبلغت نسبة الأزواج القاطنين مع بعضهم البعض 44.7% من أصل المجموع الكلي للأسر، ونسبة 25% من الأسر كان لديها معيلات من الإناث دون وجود شريك،  بينما كانت نسبة 2.8% من الأسر لديها معيلون من الذكور دون وجود شريكة وكانت نسبة 27.5% من غير العائلات. تألفت نسبة 25.4% من أصل جميع الأسر من عدة أفراد يعيشون في نفس المنزل ونسبة 9.7% كانت تتألف من شخص يعيش بمفرده يبلغ من العمر 65 عاماً أو أكثر. وبلغ متوسط حجم الأسرة المعيشية 2.69، أما متوسط حجم العائلات فبلغ 3.21.
بلغ العمر الوسطي للسكان 31.9 عاماً. وكانت نسبة 29.3% من القاطنين تحت سن الثامنة عشر، وكانت نسبة 9.4% بين الثامنة عشر والرابعة والعشرين عاماً، ونسبة 30.8% كانت واقعةً في الفئة العمرية ما بين الخامسة والعشرين والرابعة والأربعين عاماً، ونسبة 19.7% كانت ما بين الخامسة والأربعين والرابعة والستين، ونسبة 10.9% كانت ضمن فئة الخامسة والستين عاماً فما فوق. يوجد لكل 100 أنثى 86.3 ذكر، ويوجد لكل 100 أنثى في الثامنة عشر من عمرها فما فوق 82.2 ذكر.
بلغ متوسط دخل الأسرة في البلدة 41,927 دولارًا، أما متوسط دخل العائلة فبلغ 48,194 دولارًا. وكان متوسط دخل الذكور 32,083 دولارًا مقابل 22,750 دولارًا للإناث. وسجل دخل الفرد الخاص بالبلدة 19,086 دولارًا. وكانت نسبة 10.3% من العائلات ونسبة 15.2% من السكان تحت خط الفقر، وكان من هؤلاء نسبة 25% تحت سن الثامنة عشر ونسبة 8.9% في الخامسة والستين من العمر وما فوق.

### تعداد عام 2010
بلغ عدد سكان فلورا 1,886 نسمة بحسب تعداد عام 2010، وبلغ عدد الأسر 651 أسرة وعدد العائلات 503 عائلة مقيمة في البلدة. في حين سجلت الكثافة السكانية 218.3 نسمة لكل كيلومتر مربع (565.4/ميل2). وبلغ عدد الوحدات السكنية 691 وحدة بمتوسط كثافة قدره 80 لكل كيلومتر مربع (207.2/ميل2).
وتوزع التركيب العرقي للبلدة بنسبة 46.82% من البيض و51.22% من الأمريكيين الأفارقة و0.05% من الأمريكيين الأصليين و0.11% من الأمريكيين ذوي الأصول الآسيوية و1.38% من الأعراق الأخرى و0.42% من عرقين مختلطين أو أكثر و3.55% من الهسبانيون أو اللاتينيون من أي عرق.
بلغ عدد الأسر 651 أسرة كانت نسبة 45.8% منها لديها أطفال تحت سن الثامنة عشر تعيش معهم، وبلغت نسبة الأزواج القاطنين مع بعضهم البعض 42.1% من أصل المجموع الكلي للأسر، ونسبة 30.3% من الأسر كان لديها معيلات من الإناث دون وجود شريك،  بينما كانت نسبة 4.9% من الأسر لديها معيلون من الذكور دون وجود شريكة وكانت نسبة 22.7% من غير العائلات. تألفت نسبة 20% من أصل جميع الأسر من عدة أفراد يعيشون في نفس المنزل ونسبة 6.9% كانت تتألف من شخص يعيش بمفرده يبلغ من العمر 65 عاماً أو أكثر. وبلغ متوسط حجم الأسرة المعيشية 2.90، أما متوسط حجم العائلات فبلغ 3.33.
بلغ العمر الوسطي للسكان 30.8 عاماً. وكانت نسبة 33.8% من القاطنين تحت سن الثامنة عشر، وكانت نسبة 7.8% بين الثامنة عشر والرابعة والعشرين عاماً، ونسبة 26.5% كانت واقعةً في الفئة العمرية ما بين الخامسة والعشرين والرابعة والأربعين عاماً، ونسبة 21.6% كانت ما بين الخامسة والأربعين والرابعة والستين، ونسبة 10.4% كانت ضمن فئة الخامسة والستين عاماً فما فوق. وتوزع التركيب الجنسي للسكان بنسبة 46.5% ذكور و53.5% إناث.

## أعلام
- إي سي كولمان
- سيسيل برايس

## وصلات خارجية
- The US50 - Cities and Towns in Mississippi State
- Mississippi Cities and Towns, Facts, Map, Flag, Colleges, Government, and More